# 普魯士鎮區 (愛荷華州亞代爾縣)
普魯士鎮區（英語：Prussia Township）是位於美國愛荷華州亞代爾縣的一個行政鎮區。

## 地方資料
根據2010年美國人口普查的數據，普魯士鎮區的面積為91.90平方千米，當中陸地面積為91.84平方千米，而水域面積為0.06平方千米。當地共有人口173人，而人口密度為每平方千米1.88人。